# Hohenbuehelia angustata
Hohenbuehelia angustata är en svampart som först beskrevs av Miles Joseph Berkeley, och fick sitt nu gällande namn av Rolf Singer 1951. Hohenbuehelia angustata ingår i släktet Hohenbuehelia och familjen musslingar.   Inga underarter finns listade i Catalogue of Life.